# Azathioprine
L'azathioprine, 6-(1-méthyl-4-nitro-5-imidazolyl)-mercaptopurine, est un médicament possédant une action anticancéreuse et immunosuppressive. L'azathioprine a d'abord été utilisée dans le traitement des leucémies puis dans la transplantation d'organe et dans le traitement des maladies auto-immunes telle l'arthrite rhumatoïde et les colites inflammatoires (maladie de Crohn et rectocolite hémorragique). 
L'azathioprine est un pro-médicament dont le métabolite actif est la 6-mercaptopurine.

## Historique
La 6-mercaptopurine a été synthétisée en 1951 par George Hitchings et Gertrude Elion,,. Un des buts fut ultérieurement de développer une prodrogue de la 6-mercaptopurine possédant une toxicité plus faible, ce qui aboutit à la synthèse de l'azathioprine en 1957.

## Mécanisme d'action
L'azathioprine est transformée dans le tube digestif et libère de la 6-MP qui agit comme un antimétabolite. Le but étant d'empêcher la prolifération des cellules responsables de l'amplification de la réponse immunitaire, elle inhibe la biosynthèse des nucléotides. 

## Indications
Le mycophénolate mofétil (Cellcept) est de plus en plus utilisé au lieu de l'azathioprine en cas de transplantation d'organe, mais l'azathioprine y joue encore un rôle majeur. Il fait partie de la liste des médicaments essentiels de l'Organisation mondiale de la santé (liste mise à jour en avril 2013).
Ce médicament est également très utilisé pour le traitement des maladies auto-immunes telles que la maladie de Crohn, polyarthrite rhumatoïde, lupus érythémateux, etc.

## Précautions d'utilisation

### Avant instauration du traitement
Un bilan sanguin complet doit être effectué avant mise en place de ce traitement. Il consiste à vérifier l'état de santé général du patient et, de manière plus spécifique, rechercher des contre-indications à l'instauration d'un tel traitement. Ci-dessous, une liste non exhaustive d'un bilan pré-azathioprine : 
- Numération Formule Sanguine
- Tests hépatiques (Alanine aminotransférase, Aspartate aminotransférase, Gama-gt, bilirubine)
- Tests rénaux (créatinine, urée)
- Tests pancréatiques (lipase)
- Sérologies VIH, HBV, HCV, EBV, etc.
- Test Tuberculose
- Dosage TPMT pour déterminer le risque d'accident hépatique

La vaccination contre la grippe et l'Hépatite B est très conseillée par rapport à l'accroissement du risque d'infection virale.

### Suivi après instauration
Un protocole strict doit être suivi afin de minimiser les risques liés à l'azathioprine. En début de traitement, une Numération Formule Sanguine est effectuée chaque semaine et les tests hépatiques, rénaux et pancréatiques chaque mois. Ensuite, les vérifications se font tous les trois mois.
Le suivi par un professionnel de santé est également vivement recommandé.

## Effets indésirables
Les effets indésirables de l'azathioprine sont variés et de gravité le plus souvent dépendants de la dose. Tout d'abord, le risque d'infections (virales, bactériennes ou mycosiques) est augmenté. Une dépression médullaire ou une diminution des plaquettes sanguines peut apparaître et nécessiter dans certains cas l'arrêt du traitement.
D'autres effets indésirables comme des nausées peuvent survenir lors de la prise des comprimés.

### Troubles hépatiques
Dans de rares cas, une atteinte hépatique peut survenir. Elle se présente par des nausées et une forte augmentation des marqueurs hépatiques.
Elle est souvent le signe d'une hépatite cholestatique et impose l'arrêt immédiat et définitif du traitement.

### Cancers
Après une longue période sous traitement, le risque de développer un lymphome non hodgkinien est augmenté. Il convient donc d'être suivi régulièrement par un dermatologue et d'éviter les expositions au soleil.